# La Naranja, Bochil
La Naranja är en ort i Mexiko.   Den ligger i kommunen Bochil och delstaten Chiapas, i den sydöstra delen av landet, 700 km öster om huvudstaden Mexico City. La Naranja ligger 1 319 meter över havet och antalet invånare är 401.
Terrängen runt La Naranja är huvudsakligen kuperad, men österut är den bergig. Runt La Naranja är det ganska tätbefolkat, med 116 invånare per kvadratkilometer. Närmaste större samhälle är Bochil, 4,2 km nordväst om La Naranja. I omgivningarna runt La Naranja växer huvudsakligen savannskog.